# Indicele calității vieții

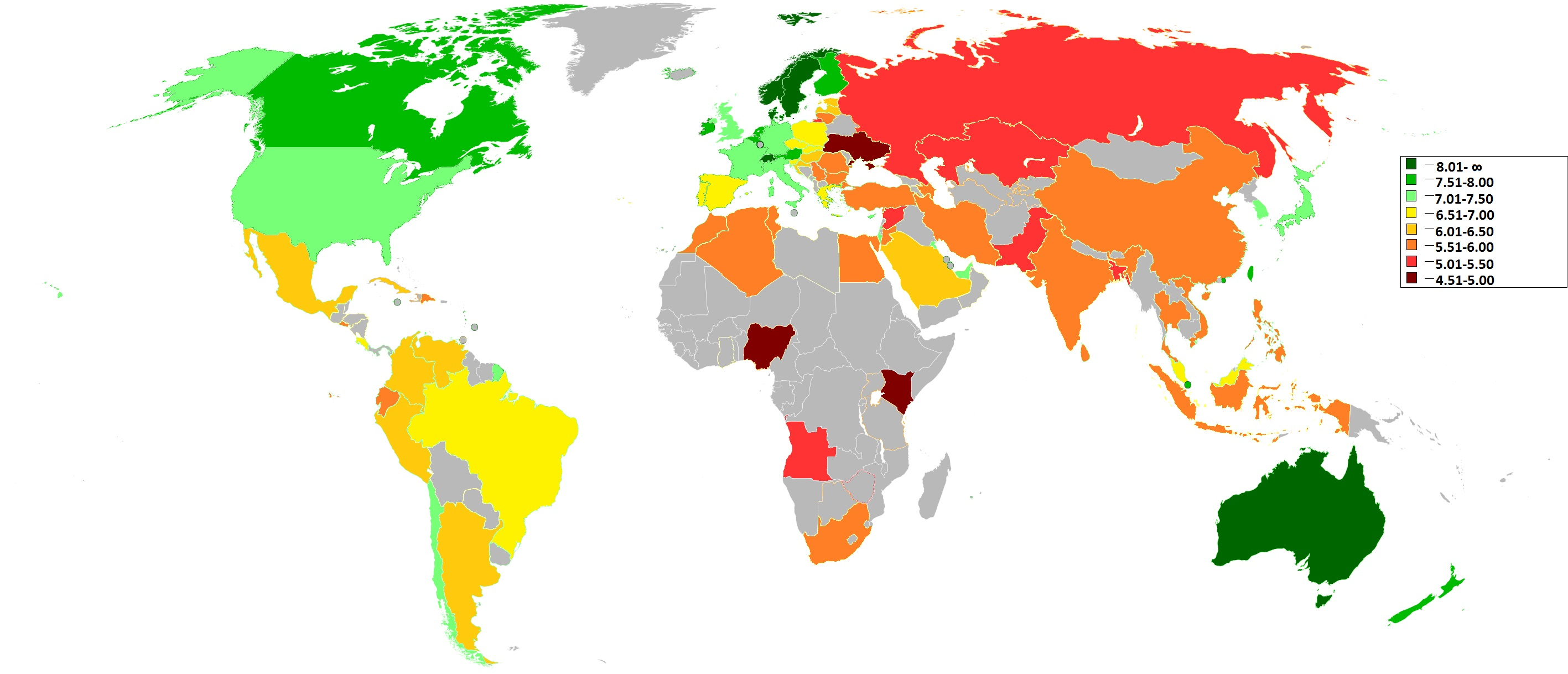
Indexul calității vieții pe 2013 - Harta lumii

Indicele calității vieții, abreviat QLI (în engleză: where-to-be-born index) își propune să aprecieze în ce măsură o țară va oferi cele mai bune condiții pentru o viață sănătoasă, sigură și prosperă în următorii ani. El se bazează pe o metodă care îmbină rezultatele unor studii subiective de satisfacție a vieții cu factori determinanți obiectivi ai calității vieții într-o țară, împreună cu un element de perspectivă. 

## Metodologie
Indicele calculat pentru 2013 include date din 80 de țări și teritorii.  Sondajul a utilizat zece factori de calitate a vieții , împreună cu previziunile privind PIB-ul pe cap de locuitor pentru a determina un scor al unei națiuni. 
Scorurile de satisfacție a vieții pentru 2006 (pe o scară de la 1 la 10) pentru 130 de țări (din sondajul Gallup) sunt legate într-o regresie multivariată față de diverși factori. Un număr de 11 indicatori sunt semnificativi din punct de vedere statistic. Împreună, acești indicatori explică aproximativ 85% din variația interțară a scorurilor de satisfacție a vieții. Valorile scorurilor de satisfacție a vieții care sunt prevăzute de indicatori reprezintă indicele de calitate a unei țări. Coeficienții din  ecuațiile estimate dau în mod automat importanța diferiților factori. Ecuația estimată pentru anul 2006 poate fi utilizată pentru a calcula valorile indicelui pentru un an în trecut sau un an în viitor, permițând compararea în timp a tuturor țărilor. 
Variabilele independente, din ecuația estimată pentru anul 2006, includ: 
- Bunăstarea materială măsurată în PIB pe cap de locuitor (în dolari americani, la PPPS constant în 2006)
- Speranța de viață la naștere
- Calitatea vieții de familie bazată în principal pe ratele de divorț
- Starea libertăților politice
- Siguranța locului de muncă (măsurată prin rata șomajului )
- Clima (măsurată prin două variabile: abaterea medie a temperaturilor minime și maxime lunare de la 14 grade Celsius și numărul de luni ale anului cu precipitații mai mici de 30 mm)
- Evaluările privind securitatea fizică personală (bazate în principal pe ratele de omucidere înregistrate și ratingurile pentru riscul de crimă și terorism)
- Calitatea vieții comunității (bazată pe apartenența la organizațiile sociale)
- Guvernanța (măsurată prin ratinguri pentru corupție )
- Egalitatea de gen (măsurată prin ponderea femeilor în adunările naționale sau parlamente)

## Clasamentul pe 2013
| Loc în cls. | Țară                  | Scor (din 10) |
| ----------- | --------------------- | ------------- |
| 1           | Elveția               | 8.22          |
| 2           | Australia             | 8.12          |
| 3           | Norvegia              | 8.09          |
| 4           | Suedia                | 8.02          |
| 5           | Danemarca             | 8.01          |
| 6           | Singapore             | 8.00          |
| 7           | Noua Zeelandă         | 7.95          |
| 8           | Țările de Jos         | 7.94          |
| 9           | Canada                | 7.81          |
| 10          | Hong Kong             | 7.80          |
| 11          | Finlanda              | 7.76          |
| 12          | Irlanda               | 7.74          |
| 13          | Austria               | 7.73          |
| 14          | Taiwan                | 7.67          |
| 15          | Belgia                | 7.51          |
| 16          | Germania              | 7.38          |
| 16          | Statele Unite         | 7.38          |
| 18          | Emiratele Arabe Unite | 7.33          |
| 19          | Coreea de Sud         | 7.25          |
| 20          | Israel                | 7.23          |
| 21          | Italia                | 7.21          |
| 22          | Kuweit                | 7.18          |
| 23          | Chile                 | 7.10          |
| 23          | Cipru                 | 7.10          |
| 25          | Japonia               | 7.08          |
| 26          | Franța                | 7.04          |
| 27          | Regatul Unit          | 7.01          |
| 28          | Cehia                 | 6.96          |
| 28          | Spania                | 6.96          |
| 30          | Costa Rica            | 6.92          |
| 30          | Portugalia            | 6.92          |
| 32          | Slovenia              | 6.77          |
| 33          | Polonia               | 6.66          |
| 34          | Grecia                | 6.65          |
| 35          | Slovacia              | 6.64          |
| 36          | Malaysia              | 6.62          |
| 37          | Argentina             | 6.52          |
| 38          | Arabia Saudită        | 6.49          |
| 39          | Brazilia              | 6.41          |
| 40          | Cuba                  | 6.39          |
| 40          | Mexic                 | 6.39          |
| 42          | Columbia              | 6.27          |
| 43          | Peru                  | 6.24          |
| 44          | Estonia               | 6.07          |
| 44          | Venezuela             | 6.07          |
| 46          | Croația               | 6.06          |
| 46          | Ungaria               | 6.06          |
| 48          | Letonia               | 6.01          |
| 49          | China                 | 5.99          |
| 50          | Thailanda             | 5.96          |
| 51          | Turcia                | 5.95          |
| 52          | Republica Dominicană  | 5.93          |
| 53          | Africa de Sud         | 5.89          |
| 54          | Algeria               | 5.86          |
| 54          | Serbia                | 5.86          |
| 56          | România               | 5.85          |
| 57          | Lituania              | 5.82          |
| 58          | Iran                  | 5.78          |
| 59          | Tunisia               | 5.77          |
| 60          | Egipt                 | 5.76          |
| 61          | Bulgaria              | 5.73          |
| 62          | El Salvador           | 5.72          |
| 63          | Filipine              | 5.71          |
| 63          | Sri Lanka             | 5.71          |
| 65          | Ecuador               | 5.70          |
| 66          | India                 | 5.67          |
| 66          | Maroc                 | 5.67          |
| 68          | Vietnam               | 5.64          |
| 69          | Iordania              | 5.63          |
| 70          | Azerbaidjan           | 5.60          |
| 71          | Indonezia             | 5.54          |
| 72          | Rusia                 | 5.31          |
| 73          | Siria                 | 5.29          |
| 74          | Kazahstan             | 5.20          |
| 75          | Pakistan              | 5.17          |
| 76          | Angola                | 5.09          |
| 77          | Bangladesh            | 5.07          |
| 78          | Ucraina               | 4.98          |
| 79          | Kenya                 | 4.91          |
| 80          | Nigeria               | 4.74          |

## Clasamentul pe 1988
Indicele originar a fost lansat în 1988. A inclus un "factor filistinic" pentru lipsa de cultură și un "indice al căscatului" care măsura cât de plictisitoare ar putea fi o țară în ciuda tuturor celorlalte avantaje.  
| Loc în cls. | Țară                  |
| ----------- | --------------------- |
| 1           | Statele Unite         |
| 2           | Franța                |
| 3           | Germania de Vest      |
| 4           | Italia                |
| 5           | Canada                |
| 6           | Japonia               |
| 7           | Hong Kong             |
| 7           | Regatul Unit          |
| 9           | Suedia                |
| 10          | Țările de Jos         |
| 10          | Coreea de Sud         |
| 12          | Austria               |
| 13          | Norvegia              |
| 13          | Elveția               |
| 15          | Belgia                |
| 15          | Irlanda               |
| 15          | Spania                |
| 18          | Australia             |
| 18          | Finlanda              |
| 18          | Noua Zeelandă         |
| 21          | Argentina             |
| 21          | Uniunea Sovietică     |
| 23          | Polonia               |
| 24          | Danemarca             |
| 24          | Ungaria               |
| 24          | Filipine              |
| 27          | Grecia                |
| 27          | India                 |
| 27          | Mexic                 |
| 30          | Brazilia              |
| 30          | Israel                |
| 32          | China                 |
| 32          | Portugalia            |
| 32          | Emiratele Arabe Unite |
| 32          | Venezuela             |
| 36          | Germania de Est       |
| 36          | Singapore             |
| 38          | Malaysia              |
| 39          | Iugoslavia            |
| 40          | South Africa          |
| 41          | Turcia                |
| 42          | Indonezia             |
| 43          | Pakistan              |
| 44          | Egipt                 |
| 45          | Libya                 |
| 46          | Arabia Saudită        |
| 47          | Nigeria               |
| 48          | Iran                  |
| 48          | Irak                  |
| 48          | Zimbabwe              |

## Indici
- Imperialismul economic (economie)
- Democrația economică
- Calculul integral al costurilor
- Fericirea
- Filosofia fericirii
- Economia politică
- Postmaterialism
- Progres (istorie)
- Calitatea vieții
- Socioeconomie
- Utilitarianism
- Economia fericirii